# Fiddy

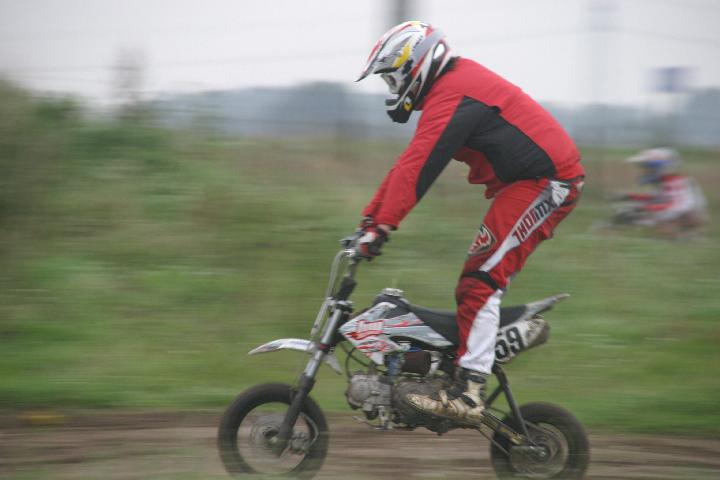
Fiddy

Fiddy är en motorsport som är vanligast i USA. Fordonen, som ursprungligen är tillverkade för barn mellan tre och åtta år, körs av vuxna och ungdomar. I Sverige finns en nationell fiddyorganisation som heter Svefi, Svenska Fiddyföreningen. Varje år hålls det tävlingar runt om i Sverige, bland annat Edgegames och BadBoyzRacing Mini Thumper. Sporten är inspirerad av BMX. Banorna är som regel en mix av BMX, allt i format för att passa minifiddys. Fiddys får inte köras på gator och trottoarer och inte på crossbanor i Sverige. De får köras på fiddybanor och på egen mark. Det finns tre fiddybanor i Sverige.
Uttrycket Fiddy kommer från motorcyklarnas ursprungliga motorvolym, 50 ccm, och är ett slangord på engelska för "fifty", det vill säga "femtio". Den vanligaste motorvolymen är 125 cc.

## Minicrossarna

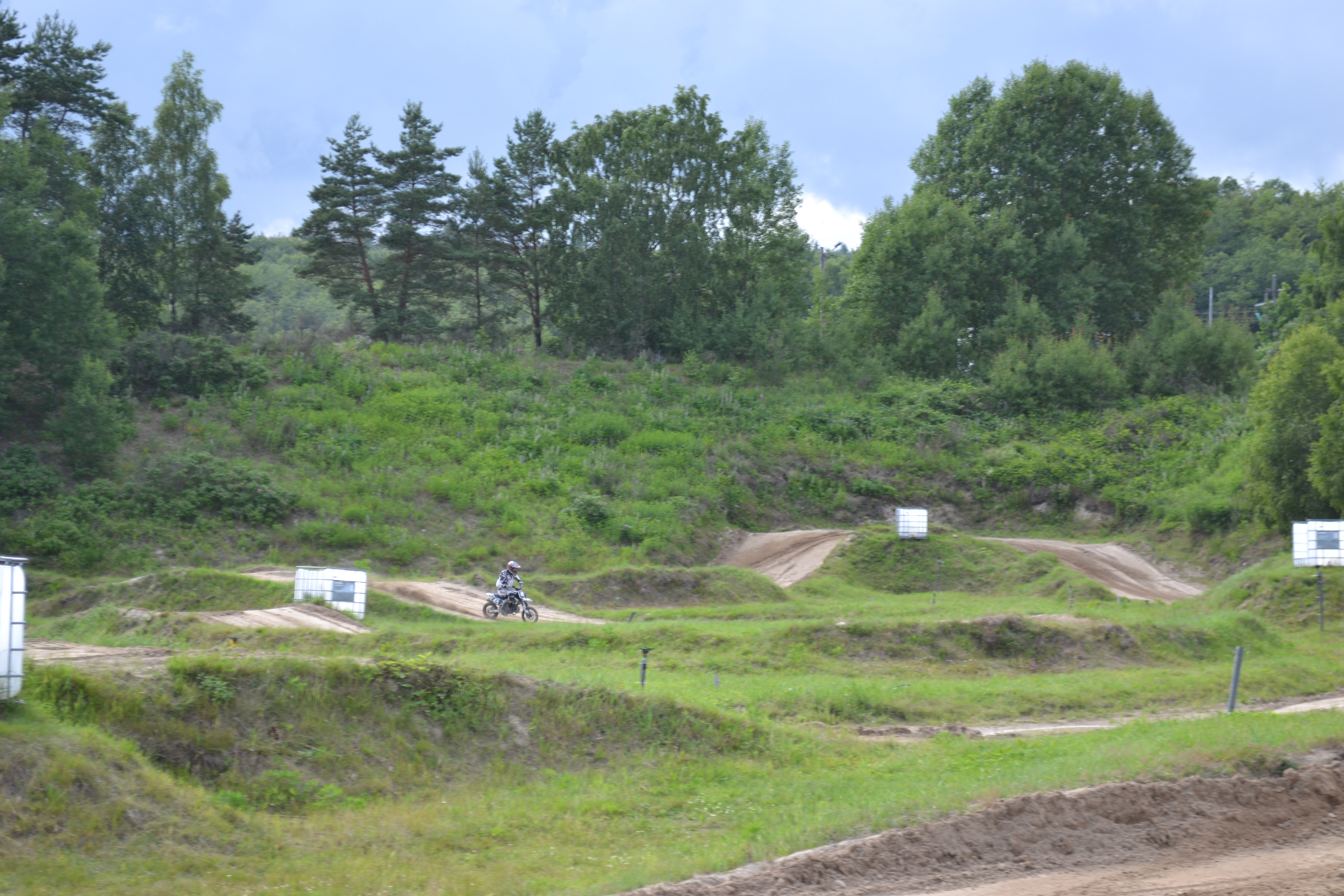
Ljungrydabanans Fiddybana i Olofström.

De vanligaste fiddy baseras på Hondas crf50 och xr50. Marknaden för uppgraderingstillbehör är stor och i USA finns flera stora tillverkare, bland andra Fast50s, Sik50s, BBR och RedBaron. När man utvecklar sin fiddy på det här viset kallas det för att "kitta". En fiddy kan vara så pass kittad att det bara är hjulnav och motorblock som är original. Detta är dock något extremt, många nöjer sig med högre styren, hög sadel och längre och mer hållbara stötdämpare. Målet är att göra motorcykeln personlig men ändå ha den så liten som möjligt. De flesta fiddysarna på marknaden kommer från Kina. En minicross kan kosta mellan 3 000 och 100 000 kr. De kommer då som regel "färdigtrimmade" och färdigutrustade med de delar som tillverkas i Kina.

## Tävlingar & licenser
För att tävla i fiddy måste man erhålla en licens från Svefi. Licensen ger varje förare ett individuellt nummer. Regelverket är hämtat från USA där de har olika regler, bland annat på hjulstorlek och motorvolym.